# اختبار صبغ سابين فيلدمان
اختبار صبغ سابين فيلدمان (بالإنجليزية: Sabin–Feldman dye test)‏ هو اختبار مصلي لتشخيص داء المقوسات. يعتمد الاختبار على أساس وجود أجسام مضادة معينة تحول دون دخول صبغة الميثيلين الأزرق إلى سيتوبلازم المقوسات الغوندية (Toxoplasma gondii).
يكون الاختبار إيجابيا إذا لم تصبغ الشريحة نهائيا لأن هذا يدل على وجود الأجسام المضادة وبالتالي وجود الميكروب.